# Cicindela columbica
Cicindela columbica är en skalbaggsart som beskrevs av Hatch 1938. Cicindela columbica ingår i släktet Cicindela och familjen jordlöpare. IUCN kategoriserar arten globalt som sårbar. Inga underarter finns listade i Catalogue of Life.